# Coker (Alabama)
Coker ist ein Ort im Tuscaloosa County, Alabama, USA. Die Gesamtfläche von Coker beträgt 6,0 km². 2020 hatte Coker 904 Einwohner.

## Demographie
Nach der Volkszählung aus dem Jahr 2000 hatte Coker 808 Einwohner, die sich auf 304 Haushalte und 234 Familien verteilten. Die Bevölkerungsdichte betrug somit 134,5 Einwohner/km². 96,16 % der Bevölkerung waren weiß, 1,98 % afroamerikanisch. In 37,5 % der Haushalte lebten Kinder unter 18 Jahren. Das Durchschnittseinkommen pro Haushalt betrug 41.184 US-Dollar, wobei 5,0 % der Bevölkerung unterhalb der Armutsgrenze lebten.